# The Pirates of Penzance
The Pirates of Penzance (Los piratas de Penzance), o The Slave of Duty (El esclavo del deber), es una ópera cómica en dos actos con música de Arthur Sullivan y libreto de W. S. Gilbert. El estreno oficial de la obra se llevó a cabo el 31 de diciembre de 1879 en el Fifth Avenue Theatre en Nueva York, en donde fue recibido positivamente por los críticos y la audiencia. El debut de la ópera en Londres fue realizado el 3 de abril de 1880 en la Opera Comique, en donde permaneció en cartelera durante 363 presentaciones después de haber sido presentada en Nueva York durante tres meses.
La ópera narra la historia de Frederic, quien, después de cumplir 21 años, termina su periodo como aprendiz en un barco pirata. Frederic se encuentra con Mabel, la hija del Mayor General Stanley, y ambos se enamoran instantáneamente. Sin embargo, Frederic descubre que nació un 29 de febrero por lo que técnicamente solo cumpliría años cada año bisiesto. Su contrato de aprendizaje establece que debería permanecer como aprendiz con los piratas hasta su vigésimo primer cumpleaños, por lo que debe permanecer con los piratas durante otros 63 años. Mabel acepta esperar por él pacientemente.
The Pirates of Penzance fue la quinta colaboración entre Gilbert y Sullivan e introdujo la famosa "Major-General's Song". La ópera fue presentada durante más de cien años por la D'Oyly Carte Opera Company en el Reino Unido y otras compañías teatrales en el mundo. La ópera ha sido reestrenada y adaptada en numerosas ocasiones, incluyendo la producción de Joseph Papp en Broadway en 1981, la cual ganó el Premio Tony al Mejor Reestreno y el Drama Desk Award al Mejor Musical. The Pirates of Penzance continúa siendo popular en la actualidad, siendo junto a El Mikado y H.M.S. Pinafore una de la óperas más producidas de Gilbert y Sullivan.

## Antecedentes
The Pirates of Penzance fue la única ópera de Gilbert y Sullivan estrenada en Nueva York. En aquel entonces, las leyes estadounidenses no ofrecían protección de derechos de autor a extranjeros. Después de que su obra anterior, H.M.S. Pinafore, fuera un éxito en Londres, más de cien compañías estadounidenses presentaron versiones no autorizadas, las cuales generalmente tenían modificaciones considerables en el libreto y no pagaban regalías a los autores. Al inaugurar su nueva ópera en Nueva York, Gilbert y Sullivan pretendían evitar más "piratería" estableciendo una producción original en los Estados Unidos antes de que otros pudieran copiarla. El dúo tuvo éxito en su cometido al montar la primera producción rápidamente y atrasar la publicación del libreto y de la música, logrando así obtener ingresos directos más altos. Sin embargo, Gilbert, Sullivan y su productor, Richard D'Oyly Carte, continuaron tratando de controlar los derechos de autor de sus obras en los Estados Unidos sin éxito.
Después del éxito de H.M.S. Pinafore, Gilbert estaba deseoso de iniciar una nueva ópera y empezó a trabajar en el libreto en diciembre de 1878. La composición de la música fue inusual, ya que Sullivan compuso los actos al revés, ya que pretendía terminar el segundo acto antes de viajar a Nueva York y finalizar el primer acto cuando llegara a la ciudad. Sin embargo, cuando llegó a Nueva York descubrió que había olvidado los bocetos del primer acto, por lo que tuvo que reescribir la música de ese acto a partir de lo que recordaba. Varios años después, Gilbert le dijo a un periodista que Sullivan no había podido recordar la música que pretendía usar para la entrada del coro de mujeres, por lo que lo habían sustituido con el coro "Climbing over rocky mountain", el cual había sido compuesto para la ópera Thespis.
El 10 de diciembre de 1879, Sullivan escribió una carta a su madre sobre la nueva ópera mientras estaba trabajando en Nueva York: "Creo que va a ser un gran éxito porque es exquisitamente divertida y la música es increíblemente melodiosa y atrapante." The Pirates of Penzance fue un éxito inmediato en Nueva York y posteriormente en Londres y es considerada uno de los trabajos populares de Gilbert y Sullivan. Para garantizar los derechos de autor en el Reino Unido, se realizó una presentación perfunctoria la tarde antes del estreno neoyorquino en el Royal Bijou Theatre en Paignton (Devon), organizada por Helen Lenoir (quien posteriormente se casaría con Richard D'Oyly Carte). El elenco, que había presentado H.M.S. Pinafore la noche anterior, leyó el guion en el escenario usando vestuarios improvisados.
El título de la ópera es por sí mismo cómico. Primeramente, Penzance era una villa dócil en ese entonces, no un lugar donde se esperaría encontrar piratas. Además, el título hacía referencia a los "piratas" que habían organizado presentaciones no autorizadas de H.M.S. Pinafore en los Estados Unidos.
Sullivan usó elementos de diferentes tradiciones musicales en la ópera. En la canción del Mayor General en el segundo acto, "Sighing softly to the river", el compositor imitó las part songs para voces masculinas de Franz Schubert. La sección "Come, Friends Who Plough the Sea" de la canción "With Catlike Tread" asemeja el coro de la ópera Il trovatore. En otra escena en el segundo acto, Mabel habla con los policías, quienes responden imitando los cánticos del servicio de la Iglesia Anglicana.

## Papeles
- Mayor General Stanley (Barítono buffo)
- Rey Pirata (Bajo-barítono)
- Samuel (Barítono)
- Frederic (Tenor)
- Sargento de policía (Bajo)
- Mabel (Soprano)
- Edith (Mezzosoprano)
- Kate (Mezzosoprano)
- Ruth (Contralto)
- Coro de los piratas, la policía y las hijas del General Stanley

## Sinopsis

### Acto I
En la costa de Cornualles, durante el reinado de la Reina Victoria, Frederic, un joven con un fuerte sentido del deber, celebra su 21º cumpleaños y el final de su periodo como aprendiz en un barco pirata. La sirvienta del barco, Ruth, aparece y revela que, siendo la niñera de Frederic había cometido un error ya que tenía problemas de sordera: ella había confundido las instrucciones del padre de Frederic, quien quería que su hijo fuera aprendiz de práctico, no de pirata.
Frederic nunca ha visto otra mujer además de Ruth, por lo que cree que ella es hermosa. Los piratas saben la verdad (Ruth es anciana) y sugieren que Frederic lleve a Ruth consigo cuando regrese a la civilización. Frederic anuncia, que a su propio pesar, una vez que esté libre de su aprendizaje, su deber va a ser dedicarse a exterminar piratas. Asimismo, señala que no son muy exitosos como piratas ya que, siendo huérfanos, dejaban a sus presas escapar si ellos también decían ser huérfanos. Frederic los invita a abandonar la piratería para así no tener que destruirlos, pero el Rey Pirata dice que, comparado con la respetabilidad, la piratería es un modo de vida honesto. Los piratas se alejan, dejando atrás a Frederic y Ruth. Frederic ve que un grupo de jóvenes hermosas se acerca a la guarida de los piratas y se da cuenta de que Ruth le había estado mintiendo sobre apariencia. Después de decirle a Ruth que se vaya, Frederic se esconde antes de que lleguen las muchachas.

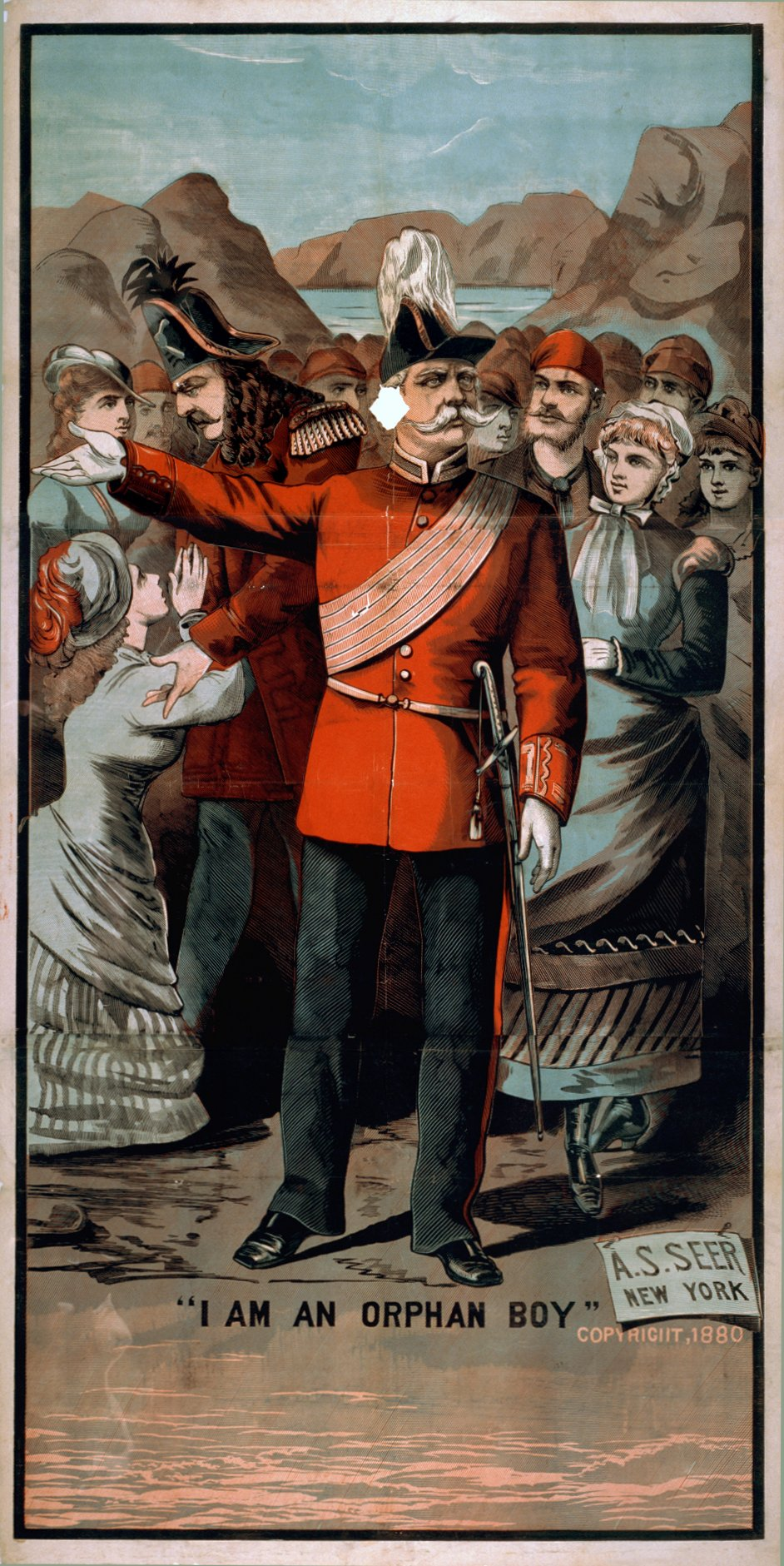
Póster de 1880.

Las jóvenes entran exuberantemente y Frederic sale de su escondite y les pide ayuda para reformarse. Una de ellas, Mabel, responde a su pedido y reprende a sus hermanas por su falta de caridad. Ella le canta a Frederic y ambos se enamoran rápidamente. Las otras muchachas los contemplan sin saber si deberían dejar la pareja sola o si deberían espiarlos y al final deciden "hablar sobre el tiempo," aunque en realidad continúan espiando a la pareja.
Frederic les advierte a las jóvenes que hay piratas cerca, pero, antes de que puedan escapar, los piratas llegan y capturan a todas las muchachas con la intención de casarse con ellas. Mabel les advierte que su padre es un Mayor General, quien llega prontamente, se presenta a sí mismo y les ruega a los piratas que no se lleven a sus hijas, ya que tendría que envejecer solo. Cuando descubre que son los Piratas de Penzance, les pide que las liberen porque él también es huérfano. Los piratas simpatizan con él y liberan a las jóvenes, nombrando al general y a sus hijas miembros honorarios de su banda.

### Acto II
El Mayor General se sienta en una capilla en ruinas en su propiedad, rodeado por sus hijas. El General está teniendo remordimientos de conciencia debido a la mentira que le dijo a los piratas, mientras sus hijas tratan de consolarlo. El sargento de policía llega con sus agentes y anuncia que está listo para aprehender a los piratas. Las muchachas expresan su admiración por el valor de los policías al decidir enfrentar a los piratas. Sin embargo, los policías no reaccionan y se quedan en el área (para la frustración del Mayor General), pero al final deciden marcharse.
Frederic, quien va a liderar al grupo de policías, queda solo y se detiene a reflexionar sobre su oportunidad para redimirse por su vida de piratería. Es entonces que se encuentra con Ruth y el Rey Pirata, quienes han descubierto que en realidad su aprendizaje terminará cuando cumpla 21 años, pero como nació un 29 de febrero, por lo que técnicamente solo han pasado 5 cumpleaños. Debido a esto, Frederic decide que debe reintegrarse a los piratas, por lo que ve como su deber informar al Rey Pirata de la mentira del Mayor General. El pirata declara que su venganza será terrible.
Frederic se encuentra con Mabel, quien le pide que se quede, pero él le explica que debe cumplir con su deber como pirata hasta su vigésimo primer cumpleaños en 1940. Él promete regresar y estar junto a ella. Ambos prometen ser fieles hasta entonces y Frederic se marcha. Mabel trata de reconfortarse a sí misma y le dice a los policías que deben marcharse a enfrentar a los piratas. Los policías sin embargo creen que los criminales son iguales a cualquier otro hombre y es una pena quitarles "esa libertad que es tan querida por todos." La policía se esconde cuando escuchan acercarse a los piratas, quienes han entrado en la propiedad para vengarse por la mentira del Mayor General.
La policía y los piratas se preparan para pelear. Entonces, aparece el Mayor General, trasnochado debido a la culpa, y los piratas se esconden también, mientras el Mayor General escucha suspiro de la brisa. Sus hijas llegan, buscándolo, y los piratas saltan al ataque, mientras la policía trata de defenderse. Sin embargo, los piratas los derrotan rápidamente y el Rey Pirata ordena que capturen al Mayor General y que lo preparen para ejecutarlo. El sargento juega su última carta y demanda que los piratas se detengan "en nombre de la Reina Victoria." Los piratas, llenos de lealtad por su Reina, obedecen. Ruth llega y declara que los piratas presentes son en realidad "nobles que se desviaron por el mal camino." Esto impresiona al Mayor General y todo queda perdonado. Frederic y Mabel se reúnen y el Mayor General permite felizmente que sus hijas se casen con los nobles piratas.

## Números musicales
- Obertura (incluye "With cat-like tread", "Ah, leave me not to pine", "Pray observe the magnanimity", "When you had left our pirate fold", "Climbing over rocky mountain" y "How beautifully blue the sky"

### Acto I

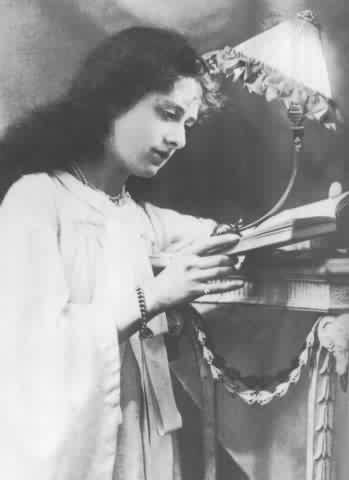
Isabel Jay como Mabel.

- 1. "Pour, oh pour, the pirate sherry" (Samuel y coro de los piratas)
- 2. "When Fred'ric was a little lad" (Ruth)
- 3. "Oh, better far to live and die ...I am a pirate king!" (Rey Pirata y coro de los piratas)
- 4. "Oh! false one, you have deceiv'd me" (Frederic y Ruth)
- 5. "Climbing over rocky mountain" (Coro de las muchachas)
- 6. "Stop, ladies, pray" (Edith, Kate, Frederic y coro de las muchachas)
- 7. "Oh, is there not one maiden breast?" (Frederic y coro de las muchachas)
- 8. "Poor wand'ring one" (Mabel y coro de las muchachas)
- 9. "What ought we to do?" (Edith, Kate y coro de las muchachas)
- 10. "How beautifully blue the sky" (Mabel, Frederic y coro de las muchachas)
- 11. "Stay, we must not lose our senses" ... "Here's a first-rate opportunity to get married with impunity" (Frederic y coro de las muchachas y los piratas
- 12. "Hold, monsters" (Mabel, Mayor General, Samuel y coro)
- 13. "I am the very model of a modern Major-General" (Mayor General y coro)
- 14. Finale, Acto I: (Mabel, Kate, Edith, Ruth, Frederic, Samuel, Rey Pirata, Mayor General y coro)
  - "Oh, men of dark and dismal fate"
  - "I’m telling a terrible story"
  - "Hail, Poetry"
  - "Oh, happy day, with joyous glee"
  - "Pray observe the magnanimity"

### Acto II
- 15. "Oh, dry the glist'ning tear" (Mabel y coro de las muchachas)
- 16. "Then, Frederic, let your escort lion-hearted" (Frederic y Mayor General)
- 17. "When the foeman bares his steel" (Mabel, Edith, Sargento y coro de los policías y las muchachas)
- 18. "Now for the pirates' lair!" (Frederic, Ruth y Rey Pirata)
- 19. "When you had left our pirate fold" (Ruth, Frederic y Rey Pirata)
- 20. "Away, away! My heart's on fire!" (Frederic, Ruth y Rey Pirata)
- 21. "All is prepar'd; your gallant crew await you" (Mabel y Frederic)
- 22. "Stay, Fred'ric, stay" ... "Oh, here is love, and here is truth" (Mabel y Frederic)
- 23. "No, I'll be brave" ... "Though in body and in mind" (Mabel, Sargento y coro de los policías)
- 23a. "Sergeant, approach!" (Mabel, Sargento y coro de los policías)
- 24. "When a felon's not engaged in his employment" (Sargento y coro de los policías)
- 25. "A rollicking band of pirates we" (Sargento y coro de los policías)
- 26. "With cat-like tread, upon our prey we steal" (Samuel y coro de los piratas y los policías)
- 27. "Hush, hush, not a word!" (Frederic, Rey Pirata, Mayor General y coro de los piratas y los policías)
- 28. Finale, Acto II:
  - "Sighing softly to the river"
  - "Now what is this, and what is that?"
  - "Frederic here! Oh, joy! Oh, rapture!"
  - "With base deceit you worked upon our feelings!"
  - "You/We triumph now"
  - "Away with them, and place them at the bar!"
  - "Poor wandering ones!"

## Producciones
Desde sus inicios, The Pirates of Penzance ha sido una de las óperas más populares de Gilbert y Sullivan. Después de su triple inauguración en 1879-1880, la ópera fue reestrenada en Londres en 1888, en 1900 y para la temporada 1908-1909 del Teatro Savoy. Asimismo, la ópera formó parte del repertorio de la D'Oyly Carte Opera Company durante las giras en Inglaterra entre 1889 y 1884 y posteriormente en 1888. La ópera volvió a formar parte del repertorio en 1893 y permaneció en él hasta el cierre de la compañía en 1982.
En los Estados Unidos, después de la inauguración en Nueva York, Richard D'Oyly Carte organizó cuatro compañías que realizaron giras por los Estados Unidos hasta el verano (boreal) de 1889. Gilbert y Sullivan entrenaron cada una de esas compañías durante enero y febrero de 1880 y la primera presentación de cada compañía fue dirigida por el compositor. En Australia, la primera presentación autorizada fue realizada el 19 de marzo de 1881 en el Theatre Royal en Sídney, producida por J. C. Williamson.
Sin embargo, todavía no existía protección internacional de derechos de autor y la primera producción neoyorquina no autorizada de la ópera fue realizada por la Boston Ideal Opera Company en septiembre de 1880. La primera presentación autorizada no producida por D'Oyly Carte (además de las presentaciones de Williamson en Australia) fue realizada en Stratford (Ontario) en septiembre de 1961.
La siguiente tabla muestra las producciones de D'Oyly Carte de The Pirates of Penzance durante la vida de Gilbert.
| Teatro               | Fecha de estreno | Fecha de clausura | Presentaciones | Detalles |
| -------------------- | ---------------- | ----------------- | -------------- | --- |
| Bijou Theatre        | 30-12-1879       | 30-12-1879        | 1              | Presentación británica para derechos de autor. |
| Fifth Avenue Theatre | 31-12-1879       | 6-3-1880          | 100            | Estreno original en Nueva York. La compañía realizó una gira por la costa este entre el 7 de marzo y el 15 de mayo. Tres otras compañías realizaron giras a partir de enero y febrero de 1880. |
| Fifth Avenue Theatre | 17-5-1880        | 5-6-1880          | 100            | Estreno original en Nueva York. La compañía realizó una gira por la costa este entre el 7 de marzo y el 15 de mayo. Tres otras compañías realizaron giras a partir de enero y febrero de 1880. |
| Opera Comique        | 3-4-1880         | 2-4-1881          | 363            | Estreno original londinense. |
| Teatro Savoy         | 23-12-1884       | 14-2-1885         | 37             | Versión con actores infantiles. |
| Teatro Savoy         | 17-3-1888        | 6-6-1888          | 80             | Primer reestreno profesional. |
| Teatro Savoy         | 30-6-1900        | 5-11-1900         | 127            | Segundo reestreno profesional. |
| Teatro Savoy         | 1-12-1908        | 27-3-1909         | 43             | Segunda temporada del repertorio Savoy; interpretada junto a otras cinco óperas. |

### Reparto histórico
La tablas presentadas a continuación muestran los repartos de las principales producciones originales y del repertorio de gira de la D'Oyly Carte Opera Company hasta el cierre de la compañía en 1982.
| Papel         | Bijou Theatre 1879  | Nueva York 1879   | Opera Comique 1880 | Teatro Savoy 1888  | Teatro Savoy 1900 |
| ------------- | ------------------- | ----------------- | ------------------ | ------------------ | ----------------- |
| Mayor General | Richard Mansfield   | J. H. Ryley       | George Grossmith   | George Grossmith   | Henry Lytton      |
| Rey Pirata    | F. Federici         | Signor Brocolini  | Richard Temple     | Richard Temple     | Jones Hewson      |
| Samuel        | G. J. Lackner       | Furneaux Cook     | George Temple      | Richard Cummings   | W. H. Leon        |
| James         | John Le Hay         | Papel eliminado   | Papel eliminado    | Papel eliminado    | Papel eliminado   |
| Frederic      | Llewellyn Cadwaladr | Hugh Talbot       | George Power       | J. G. Robertson    | Robert Evett      |
| Sargento      | Fred Billington     | Fred Clifton      | Rutland Barrington | Rutland Barrington | Walter Passmore   |
| Mabel         | Emilie Petrelli     | Blanche Roosevelt | Marion Hood        | Geraldine Ulmar    | Isabel Jay        |
| Edith         | Marian May          | Jessie Bond       | Julia Gwynne       | Jessie Bond        | Lulu Evans        |
| Kate          | Lena Monmouth       | Rosina Brandram   | Lilian La Rue      | Nellie Kavanagh    | Alice Coleman     |
| Isabel        | Kate Neville        | Billie Barlow     | Neva Bond          | Nellie Lawrence    | Agnes Fraser      |
| Ruth          | Fanny Harrison      | Alice Barnett     | Emily Cross        | Rosina Brandram    | Rosina Brandram   |

| Papel         | Teatro Savoy 1908  | Gira de D'Oyly Carte 1915 | Gira de D'Oyly Carte 1925 | Gira de D'Oyly Carte 1935 | Gira de D'Oyly Carte 1945 |
| ------------- | ------------------ | ------------------------- | ------------------------- | ------------------------- | ------------------------- |
| Mayor General | Charles H. Workman | Henry Lytton              | Henry Lytton              | Martyn Green              | Grahame Clifford          |
| Rey Pirata    | Henry Lytton       | Leicester Tunks           | Darrell Fancourt          | Darrell Fancourt          | Darrell Fancourt          |
| Samuel        | Leo Sheffield      | Frederick Hobbs           | Joseph Griffin            | Richard Walker            | Hilton Layland            |
| Frederic      | Henry Herbert      | Dewey Gibson              | Charles Goulding          | John Dean                 | John Dean                 |
| Sargento      | Rutland Barrington | Fred Billington           | Leo Sheffield             | Sydney Granville          | Richard Walker            |
| Mabel         | Dorothy Court      | Elsie McDermid            | Elsie Griffin             | Kathleen Frances          | Helen Roberts             |
| Edith         | Jessie Rose        | Nellie Briercliffe        | Eileen Sharp              | Marjorie Eyre             | Marjorie Eyre             |
| Kate          | Beatrice Boarerh   | Betty Grylls              | Aileen Davies             | Maisie Baxter             | Ivy Sanders               |
| Isabel        | Ethel Lewis        | Kitty Twinn               | Hilary Davies             | Elizabeth Nickell-Lean    | Rosalie Dyer              |
| Ruth          | Louie René         | Bertha Lewis              | Bertha Lewis              | Dorothy Gill              | Ella Halman               |

| Papel         | Teatro Savoy 1950 | Gira de D'Oyly Carte 1958 | Gira de D'Oyly Carte 1968 | Gira de D'Oyly Carte 1975 | Gira de D'Oyly Carte 1981 |
| ------------- | ----------------- | ------------------------- | ------------------------- | ------------------------- | ------------------------- |
| Mayor General | Martyn Green      | Peter Pratt               | John Reed                 | James Conroy-Ward         | Alistair Donkin           |
| Rey Pirata    | Darrell Fancourt  | Donald Adams              | Donald Adams              | John Ayldon               | John Ayldon               |
| Samuel        | Donald Harris     | George Cook               | Alan Styler               | Jon Ellison               | Michael Buchan            |
| Frederic      | Leonard Osborn    | Thomas Round              | Philip Potter             | Colin Wright              | Meston Reid               |
| Sargento      | Richard Watson    | Kenneth Sandford          | George Cook               | Michael Rayner            | Clive Harre               |
| Mabel         | Muriel Harding    | Jean Hindmarsh            | Valerie Masterson         | Julia Goss                | Vivían Tierney            |
| Edith         | Joan Gillingham   | Joyce Wright              | Peggy Ann Jones           | Patricia Leonard          | Jill Pert                 |
| Kate          | Joyce Wright      | Marian Martin             | Pauline Wales             | Caroline Baker            | Helene Witcombe           |
| Isabel        | Enid Walsh        | Jane Fyffe                | Susan Maisey              | Rosalind Griffiths        | Alexandra Hann            |
| Ruth          | Ella Halman       | Ann Drummond-Grant        | Christene Palmer          | Lyndsie Holland           | Patricia Leonard          |

### Producción de Joseph Papp
En 1980, Joseph Papp y el Public Theater de Nueva York organizaron una producción de The Pirates of Penzance, dirigida por Wilford Leach y con coreografía de Graciela Daniele, la cual fue estrenada en el Delacorte Theater en Central Park como parte de la serie Shakespeare in the Park. La producción fue preestrenada 10 veces y fue presentada en 35 ocasiones. Posteriormente fue transferida a Broadway, en donde se estrenó el 8 de enero de 1981. La obra permaneció en cartelera durante 20 preestrenos y 787 presentaciones en el George Gershwin Theatre y en el Minskoff Theatre. Esta producción ganó el Premio Tony al Mejor Reestreno y el Drama Desk Award al Mejor Musical. La producción original fue protagonizada por Linda Ronstadt como Mabel, Rex Smith como Frederic, Kevin Kline como el Rey Pirata, Patricia Routledge como Ruth (reemplazada por Estelle Parsons en Broadway), George Rose como el Mayor General y Tony Azito como el Sargento de Policía.
La producción también fue presentada en Londres, en donde fue estrenada el 26 de mayo de 1982 en el Teatro Drury Lane, en donde permaneció en cartelera durante 601 presentaciones. Entre los miembros famosos del elenco estuvieron George Cole y Ronald Fraser como el Mayor General, Michael Praed y Peter Noone como Frederic, Tim Curry, Tim Bentinck, Oliver Tobias y Paul Nicholas como el Rey Pirata, Chris Langham como el Sargento, Pamela Stephenson como Mabel, Annie Ross como Ruth, Bonnie Langford como Kate y Louise Gold como Isabel.
La versión australiana de la producción fue inaugurada en enero de 1984 en Victorian Arts Centre en Melbourne. La ópera fue dirigida por John Feraro y protagonizada por Jon English como el Rey Pirata, Simon Gallaher como Frederic, June Bronhill como Ruth, David Atkins como el Sargento y  Marina Prior como Mabel.
La producción de Papp fue adaptada en una película en 1983, en la cual participaron todos los miembros de la producción original de Broadway, con la excepción de Estelle Parsons, quien fue reemplazada por Angela Lansbury. Sin embargo, el filme resultó ser un fracaso, debido principalmente a la decisión de Universal Studios de lanzar la película simultáneamente en los cines y en SelecTV, por lo que muchos dueños de salas de teatro decidieron boicotear la película.

## Grabaciones
La ópera ha sido grabada en múltiples ocasiones. De las grabaciones realizadas por D'Oyly Carte Opera Company, la de 1968 (la cual incluía el diálogo completo) es considera la mejor.

### Grabaciones selectas
- Essgee Entertainment (1994) - Director y coreógrafo: Craig Schaefer; director de orquesta: Kevin Hocking.[25]
- Mackerras/Telarc (1993) - Orquesta y Coro de la Welsh National Opera; conductor: Charles Mackerras.[26]
- New D'Oyly Carte (1990) - Conductor: John Pryce-Jones.[27]
- Brent Walker Productions (1982, con diálogo) - Ambrosian Singers y la Orquesta Sinfónica de Londres; conductor: Alexander Faris; director de escena: Michael Geliot.[28]
- Papp's Pirates (1980) - Director: Wilford Leach; director musical: William Elliott; coreógrafa: Graciela Daniele.[29]
- D'Oyly Carte (1968, con diálogo) - Orquesta Filarmónica Real; conductor: Isidore Godfrey.[24]
- Sargent/Glyndebourne (1961) - Pro Arte Orchestra y el Glyndebourne Festival Chorus; conductor: Malcolm Sargent.[30]
- D'Oyly Carte (1957) - New Symphony Orchestra of London; conductor: Isidore Godfre.[31]
- D'Oyly Carte (1929) - Conductor: Malcolm Sargent.[32]

## Adaptaciones
- Al Grand escribió una versión yidis de la ópera, titulada Di Yam Gazlonim.[33] La producción de 2006 en el teatro Folksbiene fue nominada al Drama Desk Award al mejor reestreno.
- La ópera fue adaptada en la película de 1982 The Pirate Movie.
- En 1991 se estrenó Pirates of Penzance - The Ballet!, con coreografía de Daryl Gray y orquestación de Henry Aronson.

## Influencia cultural
The Pirates of Penzance es una de las obras más influyentes de Gilbert y Sullivan. La "Major-General's Song" ha sido usada en parodias y pastiches frecuentemente. Asimismo, el ritmo de la canción ha sido usado en múltiples ocasiones como en la canción "The Elements" de Tom Lehrer.